# Kol Nidre
Kol nidre (Wszystkie ślubowania) – modlitwa żydowska unieważniająca przysięgi religijne, jednak tylko takie, które zostały złożone zbyt pochopnie oraz składane pod przymusem bądź też całkiem nieświadomie. Odmawiana jest przed wieczorem Jom Kipur.